# Ruais
Ruais (em árabe: ٱلـرُّوَيْـس; romaniz.: Ar-Ruwais) é uma cidade operária localizada no Emirado de Abu Dabi, nos Emirados Árabes Unidos, distante 240 quilômetros da cidade de Abu Dhabi, capital do emirado e do país. A indústria e o complexo de casas foram desenvolvidos pela companhia de petróleo ADNOC como o maior contribuinte da economia nacional e representa uma série de multi-milhões de dólares investidos por essa companhia.

## Histórico
A história de Ruais remonta da década de 1970, quando os planos de transformar um remoto canto do deserto em uma cidade industrial, associado a indústria de petróleo e gás. Localizado próximo da refinaria da ADNOC em Ruais, o complexo urbano foi oficialmente inaugurado em 1982 por Sua Majestade, o Califa ibne Zaíde Naiane, presidente dos Emirados Árabes Unidos e emir do Emirado de Abu Dabi, e por trás do desenvolvimento e prosperidade de Abu Dabi. Uma vez um pequeno centro pesqueiro, local de população sazonal, Ruais hoje é um dos mais modernos complexos industriais do Oriente Médio.
Em adição aos 120 mil barris de petróleo refinados por dia, que se expandiu em 1985. Possui um terminal marino. A indústria demanda pessoas e Ruais também foi desenvolvida em um modelo de “nova cidade” com uma população de alguns milhares de habitantes.
O complexo residencial de Ruais, cobrindo uma área de 6 quilômetros quadrados está localizado a 10 quilômetros distante da área industrial. Juntamente com a polícia e assessoria da ADNOC e suas famílias, confortáveis residências com ar condicionado estão localizadas em locais com altos níveis de beleza.
O complexo tem seus próprios centros comerciais, escolas, bancos, mesquitas, clíncias e hospitais, além de opções de esportes, incluindo um clube de praia e estações de rádio e televisão.

## Clima
O clima de Ruais é semelhante a Abu Dabi, que é um clima quente do deserto (classificação climática de Köppen BWh). No entanto, as temperaturas médias são normalmente 8 graus C maiores nos meses de verão.